# Take 5
Take 5 war eine US-amerikanische Boyband.

## Geschichte
Im November 1997 schaltete der damalige Backstreet-Boys-Manager Johnny Wright eine Zeitungsannonce, in der er eine neue Boyband suchte. Aus hunderten Bewerbern wählte er die aus Minneapolis stammenden Brüder Ryan und Clay sowie deren Freund T.J., Stevie aus Miami sowie Tilky aus South Carolina aus.
Im März 1998 trat die Band bei einem Benefiz-Konzert für Tornado-Opfer in Orlando auf, wo u. a. auch die Backstreet Boys zu sehen waren. Etwa zu dieser Zeit wurden sie auch durch ihre Single I Give bekannt. Die Single handelte von einem Mädchen namens Danielle, das die jüngsten Mitglieder der Band und zugleich besten Freunde T.J. und Clay gegeneinander ausspielte und so ihre Freundschaft in Gefahr brachte.
Im selben Jahr tourten gemeinsam mit Aaron Carter, Gil, 911 und No Authority durch Deutschland. Im Zuge dessen wurden sie unter anderem von Bravo TV promotet, die mit ihnen einen Fantreffen im Freizeitpark Warner Bros. Movie World, Bottrop arrangierte.
Obwohl die Band auf der Bühne ohne jegliche Instrumente auftrat, beherrschten die Mitglieder durchaus Instrumente.
So war Ryan ein ausgebildeter Konzertpianist, der bereits viele Preise gewonnen hatte. Clay spielte Keyboard, während T.J. Gitarre und Tilky Drums spielte. Außerdem komponierte die Band ihre A-cappella-Nummer Candle selbst.
Die Mitglieder der Band waren bereits vor Take 5 in verschiedene Projekte involviert:
- T.J. Christofore gewann 1995 eine Ausgabe des US-amerikanischen Star Search und trat in diversen Bühnenproduktionen wie der Broadway-Produktion Les Miserables. Zudem sang er 1996 auf einer Weihnachtsfeier im Weißen Haus vor dem damaligen Präsidenten Bill Clinton. Gemeinsam mit den Goodell-Brüdern sang er im Minneapolis Boys Choir.
- Sculthorpe arbeitete als Model und drehte einige Werbespots z. B. für Eiscreme und Limonade.
- Ryan und Clay Goodell sind ausgebildete Konzertpianisten und spielten bereits in sehr jungen Jahren ebenfalls in verschiedenen Theaterproduktionen z. B. in Charles Dickens’ A Christmas Carol, einer Theaterproduktion in Minnesota.
- Jones spielte früher ebenfalls Theater und war Mitglied der Schauspielgewerkschaft Equity. Zudem drehte auch er einige Werbefilme z. B. einen für Bush Gardens, einen Vergnügungspark in Tampa, Florida. Außerdem war er der Drummer der Ska-Punk-Band User Friendly.

## Diskografie

### Alben
| Jahr | Titel            | Höchstplatzierung, Gesamtwochen, AuszeichnungChartsChartplatzierungen (Jahr, Titel, Platzierungen, Wochen, Auszeichnungen, Anmerkungen) | Anmerkungen                   |
| Jahr | Titel            | SE | Anmerkungen                   |
| ---- | ---------------- | --- | ----------------------------- |
| 1998 | Take 5           | SE30 (2 Wo.)SE |                               |
| 2000 | Against All Odds | — | nur in den USA veröffentlicht |

### Singles
| Jahr | Titel Album                   | Höchstplatzierung, Gesamtwochen, AuszeichnungChartplatzierungen (Jahr, Titel, Album, Platzierungen, Wochen, Auszeichnungen, Anmerkungen) | Höchstplatzierung, Gesamtwochen, AuszeichnungChartplatzierungen (Jahr, Titel, Album, Platzierungen, Wochen, Auszeichnungen, Anmerkungen) | Höchstplatzierung, Gesamtwochen, AuszeichnungChartplatzierungen (Jahr, Titel, Album, Platzierungen, Wochen, Auszeichnungen, Anmerkungen) | Anmerkungen |
| Jahr | Titel Album                   | DE | UK | SE | Anmerkungen |
| ---- | ----------------------------- | --- | --- | --- | ----------- |
| 1998 | I Give Take 5                 | DE67 (4 Wo.)DE | UK70 (1 Wo.)UK | SE44 (1 Wo.)SE |             |
| 1998 | Never Had It So Good Take 5   | — | UK34 (3 Wo.)UK | SE3 (15 Wo.)SE |             |
| 2000 | Shake It Off Against All Odds | — | — | — |             |